# حد أدنى للأجور

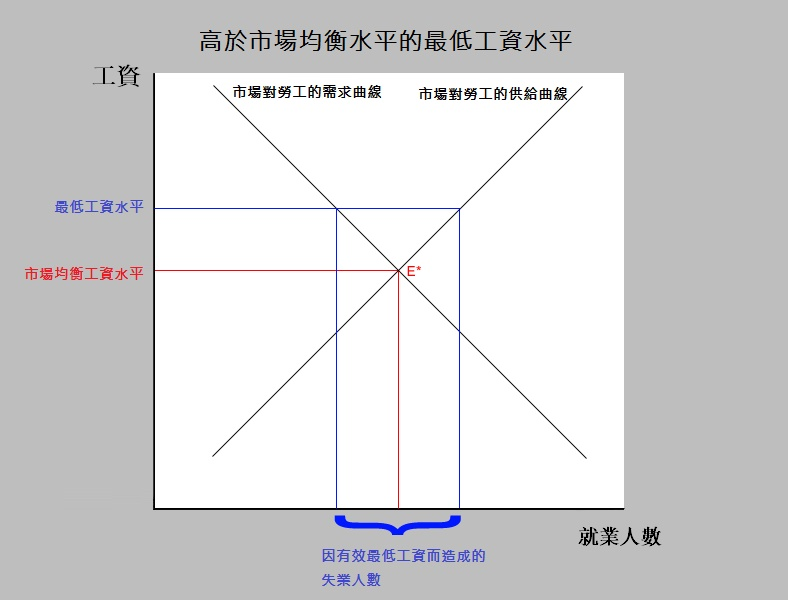

الحد الأدنى للأجور هو أدنى مبلغ من المال يتقاضاه العامل في الساعة، اليوم أو الشهر بحكم القانون، وهو أيضا أدنى مبلغ يجوز فيه للعامل أن يبيع جهده، وقد يتحدد هذا المبلغ لتغطية أجور كل العمال أو مجموعة منهم يعملون في صناعات معينة. إلا أن قوانين الحد الأدنى للأجور كثيراً ما لا تغطي أجور الأشخاص الذين يعملون في حرف أو صناعة يملكونها، أو الأشخاص الذين يعملون موظفين في الشركات والمصانع الصغيرة. ويوضع حد أدنى غير رسمي للأجور في بعض البلدان الأوروبية من خلال الاتفاقات المتبادلة بين النقابات وأصحاب الأعمال.

## قوانين الحد الأدنى للأجور
صدر أول حد أدنى وطني حديث للأجور عن اعتراف الحكومة بالنقابات التي وضعت بدورها سياسة الحد الأدنى للأجور بين أعضائها، كما حدث في نيوزيلندا عام 1894، ثم في أستراليا عام 1896 والمملكة المتحدة عام 1909. في الولايات المتحدة، بدأ العمل بالأجور الدنيا القانونية على المستوى الوطني لأول مرة في عام 1938، وأعيد إدخالها وتوسيعها في المملكة المتحدة في عام 1998. هناك الآن تشريع أو مفاوضة مشتركة ملزمة فيما يتعلق بالحد الأدنى للأجور في أكثر من 90 في المئة من جميع البلدان. في الاتحاد الأوروبي، هناك 22 دولة من بين 28 دولة لديها حاليًا الحد الأدنى للأجور الوطنية. لا توجد قوانين للحد الأدنى للأجور في بلدان أخرى، مثل السويد وفنلندا والدنمارك وسويسرا والنمسا وإيطاليا، ولكنها تعتمد على مجموعات أصحاب العمل والنقابات العمالية لتحديد الحد الأدنى من المكاسب من خلال المفاوضة المشتركة.
تختلف معدلات الأجور الدنيا اختلافًا كبيرًا في العديد من الولايات القضائية المختلفة، ليس فقط في تحديد مبلغ معين من المال، على سبيل المثال، 7.25 دولار في الساعة (14,500 دولار في السنة) بموجب قوانين ولاية معينة في الولايات المتحدة (أو 2.13 دولار للموظفين الذين يتلقون إكراميات أو بقشيش، التي تُعرف بالحد الأدنى للأجور ذات البقشيش)، 11.00 دولار في ولاية واشنطن الأمريكية، أو 7.83 جنيه إسترليني (للموظفين الذين يبلغ أعمارهم 25 عامًا فما فوق) في المملكة المتحدة، بل أيضًا من ناحية فترة الأجور (على سبيل المثال، تحدد روسيا والصين الحد الأدنى للأجور شهريًا) أو نطاق التغطية. يبلغ الحد الأدنى للأجور في الولايات المتحدة حاليًا 7.25 دولار في الساعة. غير أن بعض الولايات لا تعترف بقانون الحد الأدنى للأجور، مثل لويزيانا وتينيسي. تعمل ولايات أخرى تحت الحد الأدنى للأجور الفيدرالي مثل جورجيا ووايومنغ. تسمح بعض الولايات القضائية لأصحاب العمل بحساب البقشيش المقدم لعمالهم باعتبارها ائتمانًا لمستويات الحد الأدنى للأجور. كانت الهند من أوائل البلدان النامية التي أدخلت سياسة الحد الأدنى للأجور في قانونها في عام 1948. غير أنه نادرًا ما ينفذ، حتى من جانب متعاقدين مع الوكالات الحكومية. في مومباي، اعتبارًا من عام 2017، كان الحد الأدنى للأجور يساوي 348 روبية في اليوم. تتمتع الهند بأحد أكثر الأنظمة تعقيدًا، إذ تصل معدلات الحد الأدنى للأجور إلى أكثر من 1200 معدل وفقًا للمنطقة الجغرافية.

### حد أدنى غير رسمي للأجور
يمكن للضغوط الجمركية والخارجة عن نطاق القانون التي تفرضها الحكومات أو النقابات العمالية أن تنتج حدًا أدنى فعليًا للأجور. يستطيع الرأي العام الدولي فعل ذلك أيضًا، من خلال الضغط على الشركات متعددة الجنسيات لدفع أجور عمال العالم الثالث التي عادة ما توجد في البلدان الأكثر تقدمًا. أعلِن عن الوضع الأخير في جنوب شرق آسيا وأمريكا اللاتينية في العقد الأول من القرن الحادي والعشرين، ولكنه كان قائمًا في الشركات الواقعة في غرب أفريقيا في منتصف القرن العشرين.

### تحديد الحد الأدنى للأجور
من بين المؤشرات التي يمكن استخدامها لتحديد المعدل الأولي للحد الأدنى للأجور مؤشرات تقلل من فقدان الوظائف مع الحفاظ على القدرة التنافسية الدولية. تتضمن هذه المؤشرات الظروف الاقتصادية العامة المقاسة بالناتج المحلي الإجمالي الحقيقي والاسمي، والتضخم، والعرض والطلب العمالي، ومستويات الأجور، والتوزيع والفروق، وشروط التوظيف، ونمو الإنتاجية، رتكاليف العمل، وتكاليف التشغيل التجاري، وعدد حالات الإفلاس واتجاهاتها، وترتيب الحرية الاقتصادية، ومستويات المعيشة، ومتوسط معدلات الأجور السائدة.
في قطاع الأعمال التجارية، تشتمل الشواغل على الزيادة المتوقعة في تكاليف ممارسة الأعمال، والتهديدات التي تواجه الربحية، وارتفاع مستويات البطالة (وما يترتب عليها من زيادة في الإنفاق الحكومي على إعانات الرعاية الاجتماعية، ما يرفع من المعدلات الضريبية)، وعواقب غير مقصودة محتملة على أجور العمال الأكثر خبرة الذين قد يكسبون بالفعل الحد الأدنى القانوني الجديد للأجور، أو أكثر بقليل. من بين العمال وممثليهم، تُطرح اعتبارات سياسية في حين يسعى زعماء العمل إلى الفوز بالدعم من خلال المطالبة بأعلى معدل ممكن. تشمل الشواغل الأخرى القوة الشرائية وفهرسة التضخم وساعات العمل الموحدة.
في الولايات المتحدة، حُدد الحد الأدنى للأجور بموجب قانون معايير العمل العادل لعام 1938. وفقًا لمعهد السياسات الاقتصادية، فإن الحد الأدنى للأجور في الولايات المتحدة كان ليصبح 18.28 دولار في عام 2013 لو كان الحد الأدنى للأجور يواكب إنتاجية العمل. للتعويض عن المعدلات المتزايدة لإنتاجية العمال في الولايات المتحدة، طُرح رفع الحد الأدنى للأجور إلى 22 دولار (أو أكثر) في الساعة.

## نماذج اقتصادية

### نموذج العرض والطلب
وفقًا لنموذج العرض والطلب في سوق العمل المبين في العديد من كتب الاقتصاد، فإن زيادة الحد الأدنى للأجور تؤدي إلى خفض توظيف العمال الأدنى أجرًا. ينص أحد هذه الكتب على:
إذا زاد الحد الأدنى للأجور من معدلات أجور العمال غير المهرة إلى ما هو أعلى من المستوى الذي سوف تقوم به قوى السوق، فإن كمية العمال غير المهرة المعيَنين سوف ينخفض. سوف يعمل الحد الأدنى للأجور على تسعير خدمات أقل العمال إنتاجية (ومن ثم الأقل أجرًا) خارج السوق. … ومن الواضح أن النتائج المباشرة لتشريع الحد الأدنى للأجور مختلطة. سوف يتمتع بعض العمال، الذين كانت أجورهم السابقة أقرب إلى الحد الأدنى، بأجور أعلى. أما البعض الآخر، وخاصة أولئك الذين يتمتعون بأدنى معدلات الأجور قبل سن التشريعات، فلن يتمكنوا من العثور على عمل، وسوف يُدفعون إلى صفوف العاطلين عن العمل.
تشكل تكلفة الشركة دالة متزايدة لمعدل الأجور. كلما ارتفع معدل الأجور، قل عدد الساعات التي يطالَب بها الموظفون. يرجع هذا إلى أنه مع ارتفاع معدل الأجور، يصبح توظيف الشركات للعمال أكثر تكلفة، وبالتالي فإن الشركات توظف عددًا أقل من العمال (أو توظفهم لساعات عمل أقل). لذا يظهر منحنى الطلب على العمالة كخط يتحرك للأسفل وإلى اليمين. بما أن الأجور الأعلى تزيد الكمية المعروضة، فإن منحنى عرض العمالة يميل إلى الأعلى، ويظهر كخط يتحرك للأعلى وإلى اليمين. إذا لم يتوفر الحد الأدنى للأجور، فسوف تعدَل الأجور إلى أن تصبح كمية العمالة المطلوبة مساوية للكمية المعروضة، فتصل إلى التوازن، حيث تتقاطع منحنيات العرض والطلب. يتصرف الحد الأدنى للأجور كحد أدنى كلاسيكي للسعر المفروض على العمل. تقول النظرية القياسية إنه إذا ما حُدد السعر فوق سعر التوازن، فإن إقبال الأيدي العاملة سيكون عاليًا مقارنة بما يطلبه أرباب العمل، الأمر الذي يؤدي إلى خلق فائض في العمالة، أي البطالة. يتوقع النموذج الاقتصادي للأسواق نفس السلع الأخرى (مثل الحليب والقمح على سبيل المثال): يميل رفع أسعار السلع بشكل مصطنع إلى إحداث زيادة في الكمية المعروضة وانخفاض في الكمية المطلوبة. تكون النتيجة فائضًا في السلعة. عندما يكون هناك فائض من القمح، تشتريه الحكومة. بما أن الحكومة لا توظف العمالة الفائضة، فإن فائض العمالة يتخذ هيئة البطالة، وهو ما يميل إلى أن يكون أعلى في ظل قوانين الحد الأدنى للأجور مما هو عليه في غياب هذه القوانين.
يشير نموذج العرض والطلب ضمنًا إلى أن قوانين الحد الأدنى للأجور سوف تتسبب في البطالة من خلال تفويض حد أدنى للأسعار أعلى من أجر التوازن. يرجع هذا إلى أن عددًا أكبر من الأشخاص على استعداد للعمل بأجر أعلى في حين أن عددًا أقل من الوظائف ستتوفر بأجر أعلى. يمكن للشركات أن تكون أكثر انتقائية في أولئك الذين توظفهم، لذا فإن أقل المهرة والأقل خبرة سيُستبعدون عادةً. لن يؤثر فرض الحد الأدنى للأجور أو زيادته عمومًا إلا على فرص العمل في سوق العمل منخفضة المهارة، لأن أجر التوازن يكون بالفعل عند الحد الأدنى للأجور أو أقل منه، في حين أنه في أسواق العمل ذات المهارات العالية، يكون أجر التوازن أعلى من أن يسمح بتغيير الحد الأدنى للأجور للتأثير على العمالة.

## التاريخ
إتفاقية تحديد الحد الأدنى للأجور، 1970 (رقم 131) ، صدقت عليها من الدول العربية مصر (12 مايو 1976)، العراق (16 مايو 1974)، لبنان (1 يونيو 1977)، ليبيا (27 مايو 1971)، المغرب (16 مايو 2013 - غير نافذة) ، سوريا (18 أبريل 1972) اليمن (29 يوليو 1976)